# Saurauia melegritoi
Saurauia melegritoi är en tvåhjärtbladig växtart som beskrevs av Elmer Drew Merrill. Saurauia melegritoi ingår i släktet Saurauia och familjen Actinidiaceae. Inga underarter finns listade i Catalogue of Life.